# Episodi di Capri (seconda stagione)

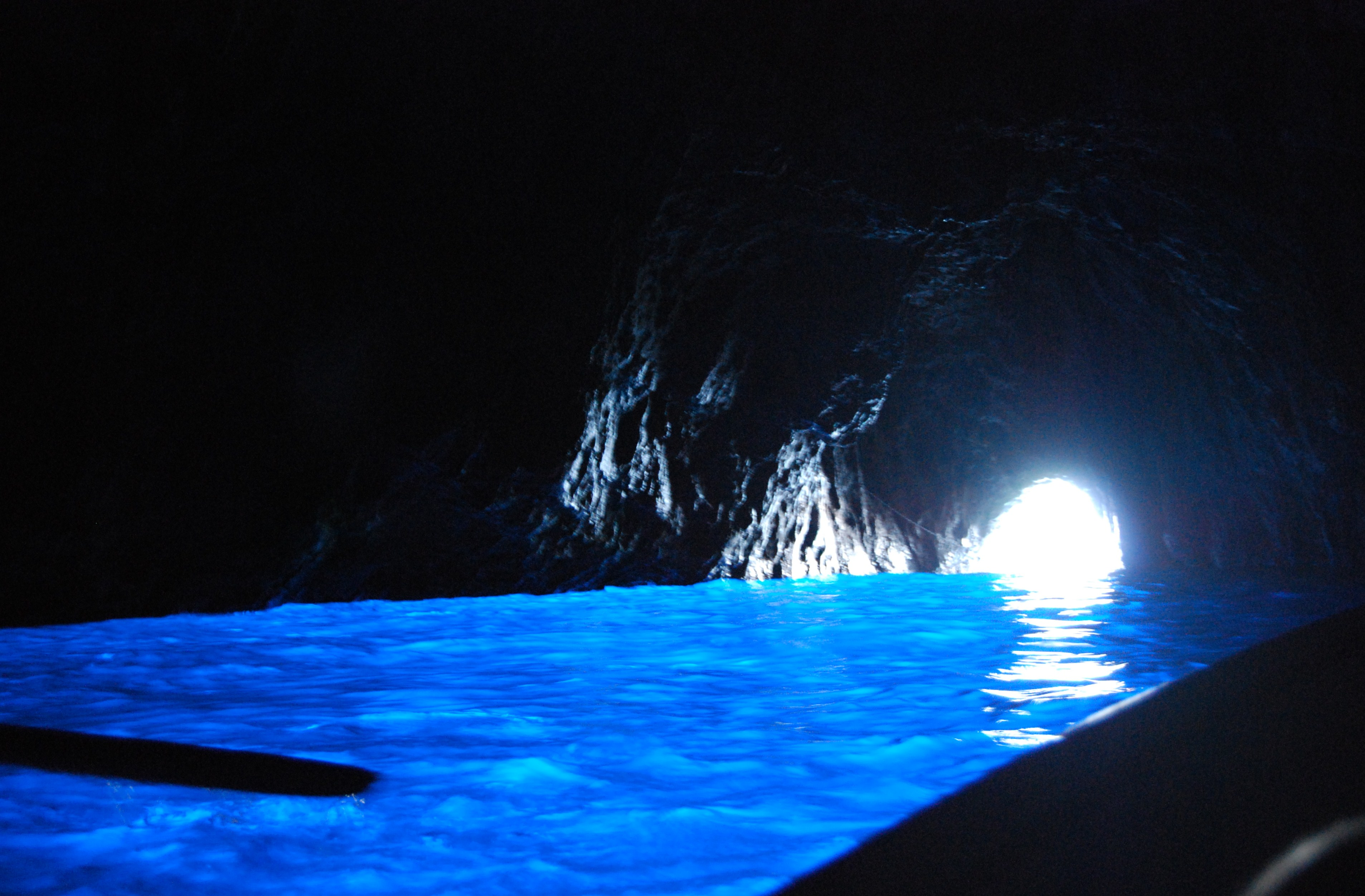
La Grotta azzurra di Capri inquadrata dall'interno

La seconda stagione di Capri venne trasmessa su Rai 1 dal 30 marzo al 29 maggio 2008.
| nº | Titolo                    | Prima TV Italia |
| -- | ------------------------- | --------------- |
| 1  | Primo episodio            | 30 marzo 2008   |
| 2  | Secondo episodio          | 30 marzo 2008   |
| 3  | Terzo episodio            | 31 marzo 2008   |
| 4  | Quarto episodio           | 31 marzo 2008   |
| 5  | Quinto episodio           | 6 aprile 2008   |
| 6  | Sesto episodio            | 6 aprile 2008   |
| 7  | Settimo episodio          | 17 aprile 2008  |
| 8  | Ottavo episodio           | 17 aprile 2008  |
| 9  | Nono episodio             | 23 aprile 2008  |
| 10 | Decimo episodio           | 23 aprile 2008  |
| 11 | Undicesimo episodio       | 24 aprile 2008  |
| 12 | Dodicesimo episodio       | 24 aprile 2008  |
| 13 | Tredicesimo episodio      | 30 aprile 2008  |
| 14 | Quattordicesimo episodio  | 30 aprile 2008  |
| 15 | Quindicesimo episodio     | 1º maggio 2008  |
| 16 | Sedicesimo episodio       | 1º maggio 2008  |
| 17 | Diciassettesimo episodio  | 7 maggio 2008   |
| 18 | Diciottesimo episodio     | 7 maggio 2008   |
| 19 | Diciannovesimo episodio   | 8 maggio 2008   |
| 20 | Ventesimo episodio        | 8 maggio 2008   |
| 21 | Ventunesimo episodio      | 15 maggio 2008  |
| 22 | Ventiduesimo episodio     | 15 maggio 2008  |
| 23 | Ventitreesimo episodio    | 22 maggio 2008  |
| 24 | Ventiquattresimo episodio | 22 maggio 2008  |
| 25 | Venticinquesimo episodio  | 29 maggio 2008  |
| 26 | Ventiseiesimo episodio    | 29 maggio 2008  |

## Primo episodio
- Diretto da: Andrea Barbini
- Scritto da: Paola Pascolini e Aida Mangia

### Trama
Sono passati tre anni dalle vicende narrate nella prima stagione: Reginella è sposata con Totonno, Massimo e Vittoria stanno insieme e Umberto, che aveva mal digerito la storia tra i due decidendo di partire, torna a Capri con Ines, diventata sua moglie da pochi mesi tra lo stupore di tutti. In seguito a una scossa di terremoto vengono alla luce delle anfore antiche nel sottosuolo sabbioso di Capri. Massimo, per recuperare il bracciale di Ines caduto in acqua, ne ritrova una. Anche se la storia con Vittoria è finita per via di Massimo, Umberto non si mostra più schivo nei confronti del fratello, rivelandogli di essere tornato perché non la ama più; Reginella non vede di buon occhio Ines ed è molto preoccupata per il quadro di donna Isabella, danneggiato dal terremoto e trasferito a Napoli per il restauro. La situazione si fa ancora più intricata quando Gennarino porta a Villa Isabella una “vecchia scrittrice francese” che si fa chiamare donna Camilla, tanto da far pensare a Reginella che sia la reincarnazione di donna Isabella.

## Secondo episodio

### Trama
La notizia del ritrovamento delle anfore è ormai su tutti i quotidiani e siti internet. Anche il presidente di una grande associazione umanitaria, Cosimo Rizzuto, dall'Honduras viene a conoscenza del ritrovamento e decide di raggiungere subito Capri; l'uomo, una volta giunto sull'isola, sotto indicazione di Rossella arriva a Villa Isabella per parlare con i Galiano del ritrovamento in quanto molto interessato. Rizzuto, arrivato alla Villa con fare sospetto, ispeziona la prima anfora emersa approfittando di un momento di distrazione dell'archeologa Valeria. Intanto Massimo e Umberto vorrebbero collaborare nel recupero del resto delle anfore, tuttavia la sovrintendenza non è dello stesso avviso e glielo impedisce. I fratelli Galiano cercano di anticipare il recupero, andando con le bombole nel luogo, sconosciuto a tutti, in cui Massimo ha ritrovato la prima anfora. Al momento dell'immersione viene colta in flagrante a rubare delle anfore una donna, Lucia Proto. Essa, redarguita dai due fratelli, viene allontanata. Reginella confida a Totonno i suoi sospetti sulla possibile reincarnazione di donna Isabella in donna Camilla e l'uomo, esausto, decide di andarsene infastidito dal fatto che la moglie parli sempre e solo della Galiano. Rizzuto, durante la cena alla Villa, conosce Massimo, Umberto e Vittoria, venendo a conoscenza della sua parentela con Reginella e Angela. Anche lui, come i fratelli Galiano, è desideroso di far affidare il recupero delle anfore a una ditta caprese. Umberto e Massimo andranno dunque a chiedere aiuto a Lucia, abile sommozzatrice dal passato difficile, per formare la squadra di sommozzatori; la donna accetta. Cosimo, intanto, venendo a conoscenza che le anfore ritrovate sono molte, annulla tutti i suoi impegni lavorativi e prolunga il suo soggiorno sull'isola per almeno un mese, affittando una casa in agenzia da Rossella. La società che Massimo, Umberto, Vittoria e la dottoressa Valeria intendono costituire per il recupero delle anfore viene bocciata dal ministero. In soccorso loro tuttavia interviene Cosimo, che decide di finanziare il recupero e ne parla privatamente con Vittoria, oltre a farle vedere un filmato di sua madre Angela.
- Ascolti Italia: telespettatori 5.655.000 – share 23,58%[1]

## Terzo episodio
- Diretto da: Andrea Barbini
- Scritto da: Paola Pascolini e Dino Gentili

### Trama
Cosimo comunica anche a Massimo di voler finanziare il recupero delle anfore e, recatosi dal responsabile della sovrintendenza fonda la società “Vittoria”, così come si chiamava la nave sulla quale erano trasportate le anfore. La società in attesa dei permessi non può iniziare subito le operazioni di recupero e così Lucia, ormai ingaggiata dai fratelli Galiano, inizia a collaborare con questi aiutandoli con il rimessaggio delle barche per i turisti. Cosimo incontra per la prima volta Reginella che si ricorda dell’uomo quando era piccolo, rivelando a Vittoria che conosceva la madre Angela e anzi sperava che potesse frequentare lui anziché Enzo. Intanto Massimo, Umberto e Valeria cercano un modo per promuovere il cantiere archeologico e sponsorizzare non solo l'isola ma anche Villa Isabella; Ines propone di organizzare un concerto ed esibirsi, tuttavia l’ipotesi viene scartata perché al suo posto Reginella vuole che canti Malafemmina. L'artista tuttavia prende un compenso di 60.000€ a concerto, somma che Villa Isabella non può affrontare, così è Ines a convincere la donna tramite l'agente in comune a venire a Capri ed esibirsi. Vittoria viene a conoscenza dei rumor e delle scommesse che girano sull'isola su un suo possibile riavvicinamento nei confronti di Umberto e, inoltre, cercherà di fare da tramite tra Reginella e Totonno, con quest'ultimo che gli rivela della folle teoria della moglie sulla reincarnazione di donna Isabella. Lucia, una mattina, inizia a spiare un giovane che apparentemente vive come un eremita in una tenda sulla spiaggia, finché non viene da esso cacciata una volta scoperta. Pochi giorni dopo, sempre nuotando, la ragazza soccorre l'uomo dopo averlo trovato svenuto in una barca. Una volta portato all'ospedale e fatte le analisi, si scopre che ha fatto uso massiccio di cocaina. L'uomo, che non ha documenti con sé, una volta ripresosi scappa per tornare alla spiaggia, dove viene raggiunto nuovamente da Lucia, alla quale rivela di chiamarsi Dario. Lucia lo porta in casa con sé e si prende cura di lui.

## Quarto episodio

### Trama
A Capri arriva la misteriosa cantante Malafemmina, di cui nessuno conosce il volto, e grande è la sorpresa di tutti quanti scoprono che si tratta in realtà di Carolina Scapece, la quale ha lasciato il compagno a Londra ed è pronta a una nuova vita. Dal ministero arriva il via libera per il recupero del relitto, così Massimo, Umberto, Vittoria e Lucia si immergono per delimitare l’area degli scavi. Durante l’immersione Lucia recupera un piatto di rame di gran valore. Reginella vede sempre di cattivo occhio Carolina ma grazie a un discorso con donna Camilla si riappacifica con la ragazza. Lucia cerca di allontanare Dario dandogli dei soldi e chiedendogli di andare via da Capri tuttavia il ragazzo infatuatosi della donna, decide di volte restare e corteggiarla. L’uomo però di notte sottrae il prezioso piatto di rame che la ragazza custodiva in un posto segreto. La fortuna però vuole che, alla ricerca di soldi, Dario cerchi di vendere il piatto a Cosimo, che quindi lo restituisce a Massimo. La squadra, in vista della visita del ministro decide di organizzare un finto recupero in diretta. Carolina, dopo aver cantato a Villa Isabella come Malafemmina, rivela a Umberto di voler riacquistare l’hotel Scapece; tuttavia non potendo chiede all’uomo di farle da prestanome. Umberto, dapprima riflette, tuttavia in un secondo momento rifiuta per non finire nei guai. Massimo va da Lucia chiedendole spiegazioni sul piatto e sul ragazzo che lo aveva venduto a Cosimo. Dario si costituisce a Massimo ma la ragazza chiede all’uomo di non farlo arrestare e va a baciare Dario. Totonno chiede a donna Camilla di andare via perché la sua presenza a Villa Isabella altera il suo matrimonio. Reginella quindi lascia Totonno restituendogli l’anello. Vittoria redarguisce la nonna per aver lasciato Totonno ma la donna, sentendosi libera di non voler essere più legata a un uomo propone al marito una separazione consensuale. Ines, dapprima partita per Madrid per un concerto, torna all’improvviso a Villa Isabella e trova Umberto e Carolina in atteggiamenti equivocanti, decide così di lasciare l’uomo, anche perché profondamente convinta che lui in fondo non abbia mai smesso di amare Vittoria.
- Ascolti Italia: telespettatori 5.876.000 – share 22,16%[2]

## Quinto episodio
- Diretto da: Andrea Barbini
- Scritto da: Paola Pascolini e Leonardo Gentili

### Trama
Nicola chiede a Vittoria come mai non voglia sposare il padre, la ragazza quindi per acquietare il piccolo gli dice che lo farà quando Massimo avrà trovato il gioiello della principessa egizia. Totonno e Reginella sono ufficialmente separati. Umberto cerca di rimorchiare una turista inglese che in un primo momento lo liquida dicendo che è prossima alle nozze. La ragazza si rivelerà Daiana, la figlia di Amalia e Gennarino, tornata dall’Inghilterra. La ragazza viene avvicinata nuovamente da Umberto e, inizialmente lo stuzzica facendogli fare il giro dell’isola salvo poi dirgli la verità. Umberto si sente preso in giro ma la ragazza per consolarlo gli chiederà di organizzarle il matrimonio. Da Roma il ministero richiede i reperti per esporli, ma Cosimo, per non voler perdere le anfore a Capri propone di voler aprire un museo a Capri giustificandosi di non voler farsi scappare una scoperta così importante per l’isola. Lucia propone a Totonno di assumere Dario per svolgere dei lavoretti. Vittoria è convinta che Cosimo Rizzuto sia suo padre e lo confessa a Reginella che invece le ribadisce essere Enzo. Vittoria e Umberto per ritardare lo spostamento delle anfore a Roma sottraggono un documento inviato per fax dal ministero; il tutto all’insaputa di Massimo che non approverebbe, e intanto istituiscono una raccolta firme per far restare i reperti sull’isola. Massimo tuttavia dalla memoria della stampante scopre che il fax era arrivato e Vittoria è costretta a confessare di essere stata lei a sottrarlo. L’episodio si chiude con Cosimo che di notte ispeziona le anfore per cercare qualcosa al loro interno. L’uomo però oltre a romperne una, lascia cadere anche un orecchino di Vittoria.

## Sesto episodio

### Trama
Rossella fa una visita a sorpresa a Said a Firenze, scoprendo che l’uomo le ha mentito perché non risulta iscritto all’università. Vittoria cercando Cosimo scopre che l’uomo è andato via da Capri. Il ministero, vista l’effrazione al cantiere, obbliga Massimo e Umberto ad alzare gli standard di sicurezza. A Capri scoppia il gossip che coinvolge Mimì, che pare stia frequentando una donna molto più vecchia di lui. Vittoria vede da lontano Reginella vestita in maniera elegante salire su un gozzo con Mimì, e in un secondo momento scopre in cucina una lettera di un uomo che le dà appuntamento in segreto. La ragazza quindi sospetta che sia la nonna la spasimante di Mimì e decide di pedinarla con l’aiuto di Rossella. Solo in un secondo momento scopriranno che la donna sale si con Mimì sul gozzo, ma viene accompagnata tra le braccia di Totonno. Mimì si scopre invece star frequentando Valeria l’archeologa del cantiere. Umberto è alle prese con l’organizzazione del matrimonio di Daiana e Gennarino gli chiede di potersi fingere loro parente per risultare più altolocato agli occhi dei consuoceri inglesi che stanno arrivando. Massimo trova l’orecchino di Vittoria che in realtà aveva perso Cosimo sul pavimento del cantiere e accusa Vittoria di esserci stata lei con Umberto. Lucia se la prende con Dario pensando che sia stato lui a fare effrazione nel cantiere la sera prima, il ragazzo però nega. Massimo per allontanare ogni sospetto nei confronti di Lucia, Dario e Vittoria si assume la responsabilità della rottura dell’anfora. A Vittoria torna in mente di aver perso l’orecchino a casa di Cosimo e quando Massimo si ingelosisce chiedendole cosa ci facesse a casa sua, lei le rivela il dubbio che possa essere il padre. Il matrimonio tra Daiana e lo sposo viene celebrato nella grotta Smeralda e il rinfresco viene servito a Villa Isabella. L’episodio di chiude con Umberto che apre la porta di Villa Isabella a una giovane ragazza, Greta, che dice di essere sua figlia.
- Ascolti Italia: telespettatori 5.526.000 – share 23,95%[3]

## Settimo episodio
- Diretto da: Andrea Barbini
- Scritto da: Paola Pascolini e Filippo Gentili

### Trama
Umberto riesce a parlare con la madre di Greta, di origine danese. Rossella comunica che il prossimo numero della rivista “Villa e resort” sarà dedicato a Capri e quindi Vittoria vuole far fotografare Villa Isabella, ma per farlo serve un evento. Daiana dice a suo marito di voler restare ancora Capri perché una vecchia società dove fece uno stage le ha proposto di battere all’asta l’hotel Scapece. Vittora propone a Reginella di far vestire a delle modelle la collezione antica di abiti di donna Isabella. Lucia non fidandosi ancora di Davide, chiede a Totonno se al posto della paga può dargli della finta cocaina, vedendo se il ragazzo accetta. Il ragazzo prende la busta ma una volta arrivato a casa va a parlare con Reginella chiedendole se conosce bene suo marito. Davide confessa a Lucia che Totonno gli ha dato la cocaina e per farle vedere di essere cambiato la getta davanti a lei. Greta si presenta a Villa Isabella chiedendo ospitalità e non dicendo nulla dell’essere figlia di Umberto. Daiana chiede a Carolina se è un problema partecipare all’asta per l’hotel scapece perché sa quanto valga per lei ma la donna le da il suo benestare; così Daiana acquista l’hotel scapece. Massimo durante un’immersione riesce a recuperare Nike, il tesoro della principessa egizia e lo porta a Vittoria chiedendole dunque ufficialmente di sposarlo visto che la donna lo aveva promesso. All’evento degli abiti tra le indossatrici manca una modella così è Reginella a dover indossare un abito. Tra tutti i vestiti antichi di donna Isabella ne manca uno; a fine serata tra lo stupore di tutti scopriranno che è donna Camilla a indossarlo dicendo di averlo trovato nella sua valigia.

## Ottavo episodio

### Trama
Daiana viene incaricata della gestione dell’hotel Scapece dal gruppo per cui lavora e quindi non può tornare subito a Londra dal marito. L’hotel inoltre cambia nome in “Hotel New Capri”. Vittoria cerca sempre notizie di Cosimo rivolgendosi a suor Marta in un convento. Said torna a Capri in divisa da carabiniere, spiegando così a Rossella di aver frequentato la scuola di Treviso per tutto quel tempo in cui è stato lontano. Greta ha voglia di sperimentare la movida caprese e Vittoria la accompagna in discoteca. Umberto confessa a Massimo che Greta è sua figlia. Una donna ferma Dario per strada chiamandolo “Falco” e dice di “averlo riconosciuto”, il ragazzo quindi va a vendere il suo anello e con i soldi ricevuti consegna un assegno alla donna chiedendole di sparire e dimenticarsi di lui. Gennarino, Amalia e Alan lasciano la depandance di Villa Isabella per trasferirsi all’hotel New Capri. Suor Marta fa visionare a Vittoria un filmato da parte di Cosimo dove l’uomo fa vedere i momenti passati da giovane con la madre.
Massimo presenta domanda per riaprire i cantieri dopo l’effrazione, tuttavia il sovrintendente del ministero sporge denuncia nei loro confronti bloccando nuovamente il recupero.
Reginella e Vittoria sospettano che Greta non sia veramente figlia di Umberto e per cercare qualcosa che li accomuni preparano una pizza di scarole, piatto preferito di Umberto, che però alla ragazza non piace affatto. Tuttavia la ragazza gioca bene a Ping-pong come il padre. Rossella sentendosi in colpa di aver tradito Said durante la sua assenza con un turista norvegese vuole confessarglielo e trova l’opposizione di Vittoria e Reginella. Lucia comunica a Vittoria che Cosimo è tornato sull’isola, e grazie al suo intervento il cantiere è nuovamente riaperto.
- Ascolti Italia: telespettatori 5.521.000 – share 21,38%[4]

## Nono episodio
- Diretto da: Andrea Barbini
- Scritto da: Paola Pascolini e Aida Mangia

### Trama
Daiana parte per Londra e lascia la temporanea gestione dell’hotel ai genitori e Carolina. È il compleanno di Vittoria e i genitori vengono sull’isola per farle una sorpresa. Al porto, Cosimo si presenta ai genitori di Vittoria invitando tutti a festeggiare il compleanno della ragazza a casa sua. Massimo confessa a Cosimo i sospetti di Vittoria su una sua possibile paternità e l’uomo conferma di averlo saputo quando la ragazza era già adulta. Nicola, Alan e altri ragazzi saltano un giorno di scuola ma Massimo vede i ragazzi in giro per l’isola, alchè loro inventano di essere usciti prima per permettere i festeggiamenti del matrimonio della maestra; Capri tuttavia è piccola e Vittoria incontra la maestra che rivela di non essersi affatto sposata. I bambini dunque sono messi in castigo. Lucia si accorge che Dario non ha più il suo anello che credeva fosse un ricordo si sua madre e il ragazzo dice di averlo perso; la ragazza si stupirà molto quando lo vedrà in vetrina dall’orafo al quale si era rivolto e in compagnia di Massimo riesce a scoprire il valore del prezioso: ben 12.000€. Totonno parlando con Reginella accusa i sintomi di un infarto e quando la donna vuole chiamare un dottore, Totonno le rivela di essere già andato da un medico e che quindi la donna era tenuta all’oscuro dei suoi problemi di salute. Tuttavia l’uomo confessa in un secondo momento ai bambini di stare benissimo e di aver detto quella bugia a Reginella a fin di bene per essere accudito meglio. Per arrivare da Cosimo, massimo e Antonio Mari si avviano a piedi lungo un sentiero. Vittoria e la madre arrivate invece in macchina a casa di Rizzuto, chiamano Massimo a telefono il quale comunica che il padre si è allontanato risultando quindi al momento disperso.
I bambini vedendo Reginella piangere per Totonno le dicono la verità e la donna si arrabbia col marito al punto da andarsene senza rivolgergli la parola.

## Decimo episodio

### Trama
Antonio, scivolato in un fosso chiede aiuto a gran voce e viene salvato da Vittoria, Massimo e Cosimo. Umberto richiama a Capri con urgenza Daiana dicendole che Carolina sta prendendo il sopravvento sulle decisioni al New Capri. All’hotel vengono messi i sigilli perché Daiana è accusata di riciclaggio di denaro e favoreggiamento nei confronti di Carolina, e quest’ultima scappa da Capri. I recuperi delle anfore possono riprendere grazie a uno spostamento del fondale che però potrà far recuperare solo quelle di prua. Gennarino con la famiglia, essendo stato chiuso l’hotel, non ha più un posto dove dormire e chiede a Reginella di poter stare a Villa Isabella; la donna tuttavia in cambio vorrebbe che tornassero a lavorare da lei, ma i coniugi Esposito non sembrano affatto intenzionati a lasciare il nuovo posto di lavoro. Dario viene nuovamente riconosciuto da una persona che lo chiama Falco; la stessa si presenterà a casa sua: è il cugino che, non vedendolo da tempo lo inviterà in barca con lui. Proprio quando i due si stanno dirigendo in barca, Lucia, che stava per fare una sorpresa a Dario visto che era andata dall’orafo per recuperare il suo anello dato in pegno, vede i due salire su uno yacht; si avvicina anche Carmelo che le dice che l’uomo cercava il cugino e che il suo vero nome è Falco, e proviene da una famiglia molto benestante. I genitori di Vittoria tornano a Brambate. Vittoria quindi sentendosi più libera vuole andare da Cosimo per dirgli che nonostante abbia capito che è il padre, per lei il genitore sarà sempre Enzo. Cosimo però, arrivata la ragazza in Villa, le rivelerà che non è il padre.
- Ascolti Italia: telespettatori 5.865.000 – share 23,13%[5]

## Undicesimo episodio
- Diretto da: Andrea Barbini
- Scritto da: Paola Pascolini e Dino Gentili

### Trama
Umberto va a Londra per parlare con l’agente di Carolina e chiedergli dov’è; rispondendo al cellulare al posto suo a una chiamata di Carolina riesce a scoprire che la donna non si è mai mossa da Capri e che in quel momento era in barca con degli amici, che altri non erano che Falco è suo cugino. Said consegna il mandato di comparizione davanti al giudice a Daiana, convocata per verificare se fosse collusa con gli Scapece per l’acquisto dell’hotel.
Lucia si sfoga con Massimo per la sua situazione con Dario e quest’ultimo la invita a stare a Villa Isabella per distrarsi. A Cosimo serve un fotografo che immortali tutte le anfore per organizzare una mostra a Pestum sul ritrovamento e Vittoria propone Greta che è molto brava con la macchina fotografica.
Totonno eredita una casa vista mare da una vecchia zia e invita Reginella a passare del tempo la con lui; la donna rifiuta e manda solo l’uomo che appena arrivato fa conoscenza con un’anziana vicina molto disponibile e affettuosa, Rosa. Rossella ha delle nausee mattutine ma quando Said insinua una sua possibile gravidanza la donna gli rivela che non può avere figli. Dario, alias Falco, viene esortato dal cugino a tornare a Genova per tornare a lavorare nell’azienda di famiglia ma l’uomo rifiuta per restare accanto a Lucia. Falco torna a casa da Lucia ma non la trova, così insieme a Totonno va a cercarla a Villa Isabella, ma i due una volta arrivati sono scacciati da Reginella. La sera il giovane torna nuovamente a Villa Isabella con la scusa di cenare al ristorante e finalmente incontrerà Lucia che però lo allontanerà. Falco dunque, cadendo in depressione assumerà nuovamente cocaina. Umberto trova Carolina sullo yacht della ricca famiglia Palmieri e chiede di andare dal giudice per scagionare Daiana; la donna scriverà dunque una lettera dove ammetterà la sua responsabilità ma fugge nuovamente. Umberto porta la lettera al giudice proprio prima che venga emessa la sentenza che disponeva la custodia cautelare di Daiana e quindi la fa scagionare. Vittoria continua a credere che Cosimo sia suo padre, ma la sera della presentazione della mostra a Paestum l'uomo prova ad abusare di lei e capisce di essersi sbagliata così si allontana scappando.

## Dodicesimo episodio

### Trama
Vittoria, di ritorno a Capri da Paestum racconta ciò che è successo con Cosimo alla nonna facendole promettere di non dire nulla a Massimo. Umberto riesce a placare Falco prima che faccia scoppiare una rissa e una volta portato dal cugino, scoprono che si droga nuovamente. Daiana sistemati i guai con la giustizia vuole tornare a Londra tuttavia non vuole farlo finché i genitori non trovino una nuova sistemazione. Il cugino di Falco va a trovare Lucia chiedendole di dare un’altra chance al ragazzo perché la ama veramente. Greta e una sua amica iniziano a flirtare con i marinai Carmelo e Mimì. Poco prima della partenza (direzione Genova) di Falco e il cugino, Lucia da una seconda possibilità a Falco che quindi resta sull’isola. Rossella fa un test di gravidanza e scopre di essere incinta. In un'anfora pare sia stato ritrovato un oggetto metallico; all’apparenza sembra una chiave, ma quando non si rivela essere quest’ultima Cosimo che era molto interessato al ritrovamento ne rimane deluso. Cosimo si scusa con Vittoria per il comportamento avuto a Pestum e le promette che non ricapiterà più. A Reginella viene “sottratta” una spigola che Totonno invece di spedire a Villa Isabella, farà cucinare a Rosa, sua vicina ormai sempre più intima. Umberto, appartato in grotta Smeralda con Daiana sente cantare Mimì e lo scopre con la figlia facendo una scenata di gelosia ma Greta rinfaccia al padre di stare con una donna molto più giovane di lui. L’episodio si chiude con Cosimo che rivela a Vittoria che pensa di sapere chi ha ucciso i suoi genitori.
- Ascolti Italia: telespettatori 5.242.000 – share 20,81%[6]

## Tredicesimo episodio
- Diretto da: Giorgio Molteni
- Scritto da: Paola Pascolini e Leonardo Gentili

### Trama
Dopo aver litigato, Umberto e Greta fanno pace e quest'ultima confessa al padre di essere innamorata di Cesare, il responsabile della sovrintendenza al cantiere. Cosimo invita Vittoria a partite per l'Africa con lui e solo dopo essere arrivati le dirà la verità sulla morte della madre. Gennarino, per evitare lo sfratto dal New Capri, si finge malato con una febbre alta e Said, compatendolo, gli concede più tempo. Greta e Cesare si baciano e la ragazza, per giustificare il suo legame con Umberto, dice al ragazzo di avere una relazione con un uomo più grande ed estremamente possessivo, il quale quindi agli occhi del sovrintendente inizia a essere insopportabile. Cosimo dice a Vittoria che racconterà la vera storia della morte dei genitori solo se partirà per l'Africa con lui ma, nel momento in cui la donna comunica a tutti che partirà per il continente, questo scatenerà l'ira di Reginella che non vuole lasciarla andare con il malvivente che aveva provato ad approfittarsi della nipote. Le due, parlando, evocano ricordi passati e Reginella racconta della malattia che ha dovuto affrontare Umberto da adolescente e dell'operazione pagata da Massimo grazie a un'ingente somma di denaro di dubbia provenienza. Reginella, per non far partire la nipote, confessa a Massimo ciò che Cosimo aveva provato a fare con la nipote e ha un'accesa discussione con Vittoria, confessandole anche che a lui continuava a dire di essere il padre. Massimo che, in preda alla furia, si reca a casa di Cosimo e lo colpisce in faccia: l'uomo cade, battendo la testa e perdendo conoscenza.

## Quattordicesimo episodio

### Trama
Cosimo non ha ancora ripreso conoscenza; per evitare che sull’isola si sappia la notizia, Umberto chiede a Rossella di ingigantire la notizia della relazione tra lui e Greta, che quindi spopola su Internet, in modo da coprire le voci sul fratello. Della notizia viene inevitabilmente a sapere anche Daiana, la quale chiama il marito dicendogli di essere pronta a tornare a Londra sennonché l'uomo le dice di star giungendo a Capri per farle una sorpresa. Said va comunicare a Massimo che Cosimo sta bene e che quindi non sarà avviato alcun procedimento nei suoi confronti. Reginella scopre che Rossella è incinta e la donna le rivela anche di non averlo detto a Said per paura che il figlio possa essere di un norvegese con cui è stata quando il marito non era ancora tornato a Capri. Massimo, per evitare ulteriori dissapori con Cosimo, lascia il cantiere. Vittoria e Massimo decidono di sposarsi e lo comunicano a Umberto, dicendogli di tenerlo però in gran segreto. Reginella va a trovare Totonno e trova Rosa. Umberto, dopo essere stato quasi assalito da Cesare, rivela davanti a tutti all'Anema e Core che Greta è sua figlia. Said trova un test di gravidanza positivo ed è felicissimo di sapere che Rossella aspetta un bambino: la donna non gli rivelerà però i suoi dubbi sulla paternità. Federico, il cugino di Falco, muore in un incidente in moto e il ragazzo è distrutto dal dolore ma soprattutto dai sensi di colpa. Vittoria, incontratasi con Cosimo, gli dice di non voler più partire e di non voler più sapere chi ha ucciso i genitori. Cosimo, avverte la donna di stare correndo un pericolo, dicendole che l'assassino dei genitori è Massimo.
- Ascolti Italia: telespettatori 5.707.000 – share 22,19%[7]

## Quindicesimo episodio
- Diretto da: Giorgio Molteni
- Scritto da: Paola Pascolini e Filippo Gentili

### Trama
Vittoria ha gli incubi su Massimo che spara alla madre. Cosimo, tramite Alan, fa consegnare un libro di racconti a Vittoria nel quale c'è la favola di un ragazzo che per salvare la vita del fratello è costretto a uccidere due persone, e a Vittoria salta alla mente un parallelismo con la storia della malattia di Umberto da ragazzo. Preoccupata, va a parlare con Cosimo che le dice di chiedere al futuro marito chi sia Gaetano Mazzariello; inoltre dice di poter provare la colpevolezza dell'uomo recuperando le prove all'interno delle anfore. Sull'isola inizia a spargersi la voce del matrimonio tra Vittoria e Massimo. Cosimo incarica Lucia e Falco di avvertirlo se viene rinvenuto qualcosa nelle anfore. Vittoria va a Napoli a parlare con Mazzariello, il quale rivela alla donna di essere stato investito da Massimo quando era giovane e che la zia (donna Isabella) lo aveva pagato per non far finire il nipote, allora minorenne, in galera. Saverio arriva a Capri e Daiana vorrebbe finalmente dirgli la verità su lei e Umberto, ma non trova mai il momento adatto. Proprio quando si presenta l'occasione giusta per confessargli tutto, ecco che il marito le annuncia di aver comprato il New Capri, cogliendola alla sprovvista.

## Sedicesimo episodio

### Trama
Falco torna a Genova per il funerale del cugino. Massimo vuole affittare una barca a vela per la luna di miele con Vittoria. La notizia che Saverio resterà sull'isola fa fare dietrofront a Daiana che si trova a dover troncare la relazione con Umberto. Umberto non la prende molto bene, quindi cerca di mettere zizzania tra i due con l'aiuto di Greta, organizzando scherzi per mandare via Saverio. Reginella non vuole Totonno al matrimonio di Vittoria e Massimo. Vittoria rivela a Massimo di sapere la verità sull'incidente di Mazzariello e quest'ultimo decide di volerle raccontare come sono andate le cose veramente quella notte. Reginella, sopraffatta da un senso di colpa, invita Totonno al ricevimento di Massimo e Vittoria ma l'uomo le dice di non voler più stare con lei e la lascia. Cosimo cerca di convincere Vittoria del fatto che Massimo abbia ucciso anche la prima moglie, Giulia, perché sapeva del suo segreto e cerca di dissuaderla dal fare un viaggio in mare aperto con lui dopo le nozze. Falco, sulle orme del cugino, convince il padre a non trasferire le acciaierie in Albania e gli viene offerta la possibilità di amministrare l'azienda. Il giorno delle nozze Vittoria, convinta di partire in barca anche con Nicola, scopre di partire sola con Massimo perché il figlio andrà a Disneyland. La ragazza quindi, memore di quello che le ha detto Cosimo, si fa prendere dalla paura e, assalita dalla sensazione di stare sposando un assassino, ha un malore pensando che la prossima vittima possa essere lei, proprio come Giulia. Il matrimonio è rimandato.
- Ascolti Italia: telespettatori 5.341.000 – share 22,31%[8]

## Diciassettesimo episodio
- Diretto da: Giorgio Molteni
- Scritto da: Paola Pascolini e Aida Mangia

### Trama
Vittoria, con l'aiuto di Alan e del suo stratagemma di mettere i cuscini sotto le lenzuola, finge di riposare in camera e di prendere delle pillole decidendo così di andare di nascosto al cantiere per cercare tra le anfore le prove che secondo Cosimo incastrerebbero Massimo per l'omicidio di sua madre. Totonno chiede a Lucia di restare a lavorare con lei e le presenta Rosa, il “motivo” per cui desidera divorziare da Reginella. Lucia aiuta Vittoria con le immersioni e le ispezioni delle anfore. Greta organizza una festa con dei suoi amici per poter provarci con Cesare, ma l'uomo non si presenta. Massimo si accorge dell'inganno di Vittoria e si arrabbia. A Falco, che si è riconciliato col padre, viene offerto il ruolo di vicepresidente dell’azienda. Umberto incontrerà Carolina che sull'isola chiede nuovamente aiuto all'uomo per poter riprendersi l'hotel.

## Diciottesimo episodio

### Trama
Tra Massimo e Vittoria scoppia una crisi e la donna vuole scappare a Napoli, fingendo di tornare a Milano dai genitori. Totonno, Umberto, Reginella e Nicola, chi con un motivo chi con un altro, riescono a farle cambiare idea e alla fine la ragazza resta sull'isola. Lucia rischia l'annegamento a causa di una nuova scossa che fa sprofondare i reperti e crea un vortice che la stava quasi risucchiando. Carolina dice a Umberto che al padre resta ormai poco da vivere e vorrebbe tornare per un'ultima volta all'ex hotel Scapece. Totonno e Reginella vanno dall'avvocato che spinge per un divorzio consenziente ma Reginella rifiuta perché crede che si possa sposare con Rosa. Greta e Cesare rimangono chiusi nello scantinato in cui lei aveva dato una festa la sera prima perché la maniglia della porta si è rotta. Domenico Scapece arriva a Capri e trascorre una notte in quello che un tempo era il suo albergo prima di morire la mattina seguente. Carolina allora si costituirà — fino a quel momento risultava infatti latitante —, non prima di aver lasciato una lettera di perdono a Reginella. Proprio quando Massimo è deciso a recuperare le anfore per scoprire cosa cerchi Cosimo al suo interno, si verifica un terremoto. Fortunatamente né Massimo né Umberto, immersosi per salvare il fratello, riportano ferite.
- Ascolti Italia: telespettatori 5.911.000 – share 22,88%[9]

## Diciannovesimo episodio
- Diretto da: Giorgio Molteni
- Scritto da: Paola Pascolini e Dino Gentili

### Trama
Massimo trova in un'anfora qualcosa di metallico che necessita di una lastra per essere identificata perché incastrata. Nel frattempo, Falco torna a Capri. Reginella legge la lettera di Carolina e si commuove. Greta confessa a Cesare di essere ancora vergine e i due faranno l'amore per la prima volta. Falco e Lucia intendono sposarsi. Massimo e Umberto litigano perché quest'ultimo lo accusa di star facendo impazzire Vittoria, giustificandola per la sua situazione. Nicola risente molto del periodo di tensione tra il padre e Vittoria. Falco deve cercare di dire a Lucia di aver accettato la carica di vicepresidente, tuttavia non fa in tempo a dirlo lui che la ragazza lo scopre tramite una telefonata della sua segretaria. Dalla radiografia si riesce finalmente a scoprire il contenuto dell'anfora: si tratta di una chiave.

## Ventesimo episodio

### Trama
Daiana e Umberto tornano a vedersi di nascosto e la ragazza, per non farsi vedere, rimane nascosta nella camera di Umberto a Villa Isabella. Lucia, saputa la notizia del ritorno di falco in azienda, sparisce e solo in un secondo momento l'uomo capisce di essere egli stesso la causa della sua fuga. La chiave viene estratta e Totonno suggerisce a Massimo che possa trattarsi della chiave di una cassetta di sicurezza. Vittoria aiuta Rossella a trovare un nome per il futuro nascituro. Cosimo telefona a Vittoria dicendo di aver visto Massimo entrare in casa sua. L'ecografia di Rossella evidenza la salute del figlio che la donna aspetta. Massimo e Umberto decidono di tendere una trappola a Cosimo facendo una copia della chiave e facendolo chiamare da Valeria. Quella notte, Rizzuto si intrufola nel cantiere per recuperare la chiave. Totonno rivela a Umberto di voler divorziare da Reginella per poter sposare Rosa e gli suggerisce di fingersi gay, altrimenti la donna non glielo concederà mai; tuttavia la stessa Reginella si accorge subito dello stratagemma usato dal marito e manda in fumo il suo piano. Dopo l'ennesima discussione, Vittoria fugge via da Massimo che cercava in tutti i modi di convincerla delle cattive intenzioni di Cosimo dopo aver sottratto la chiave dall'anfora; la donna trova rifugio proprio a casa del Rizzuto.
- Ascolti Italia: telespettatori 5.691.000 – share 22,12%[10]

## Ventunesimo episodio
- Diretto da: Giorgio Molteni
- Scritto da: Paola Pascolini e Leonardo Gentili

### Trama
Vittoria ha passato la notte da Cosimo, che la ospita dopo la fuga da Massimo. Cesare vuole dire a Umberto di aver passato la notte con la figlia. Intanto anche la madre di Daiana, venuta a conoscenza del tradimento da lei perpetrato ai danni del marito Saverio, racconta di aver tradito il padre in adolescenza. Reginella va a trovare Vittoria, ma la nipote la tratta in mal modo e al ritorno accusa un malore. La donna dunque, soccorsa, è costretta a letto. Bjorn, l'uomo con cui Rossella ha tradito Said, torna sull'isola. A Cosimo viene conferita la cittadinanza onoraria per quanto ha fatto per il recupero delle anfore. Il padre di Falco arrivato a Capri fingendosi un turista e conosce Lucia, con la quale fa un giro turistico in barca. Said scopre che Rossella è stata a letto con Bjorn e, poiché l'hai picchiato, decide di abbandonare l'arma dei Carabinieri in preda al rimorso; inoltre va via di casa e chiede ospitalità a Totonno. Lucia, grazie a una frase che Falco dice di aver sentito pronunciare dal padre, scopre che l'uomo che ha portato in giro quella mattina è il padre di Falco. Cosimo parte per Napoli ed è seguito da Umberto e Massimo; i due fratelli Galiano scoprono quindi che è diretto in banca.

## Ventiduesimo episodio

### Trama
Alla conferenza stampa per l'inserimento di Falco in società, il padre presenta ufficialmente la fidanzata del figlio ai giornalisti, preoccupati per la sua fama di “testa calda”. Cosimo, quando arriva in banca, scopre che la chiave è falsa e capisce di essere stato ingannato. L'uomo si dirige allora da un certo Mimmo, al quale chiede aiuto dicendo che due persone stanno ficcando il naso nei suoi affari. L'hotel New Capri sta nuovamente cambiando proprietà; stavolta in mano cinesi. Cosimo torna a Capri e porta con sé Mimmo, un malavitoso assunto come guardia. Totonno ufficializza davanti a tutti al mercato di essere fidanzato con Rosa. Umberto e Massimo chiedono aiuto a Said per scoprire qualcosa in più sul passato di Cosimo e gli chiedono di utilizzare il computer della caserma, nonostante egli non possa farlo. Totonno spedisce un documento per posta a Reginella che, se firmato, accelera il divorzio, ma la donna lo straccia. Daiana confessa la verità a Saverio e lo lascia, così può finalmente stare con Umberto. Said si riconcilia con Rossella grazie a Reginella. Mimmo, lo scagnozzo assunto da Cosimo, si scopre essere il patrigno di Lucia; l'uomo, venuto a conoscenza del fatto che la figliastra frequenta un uomo ricco, le chiede dei soldi, minacciandola con la diffusione di foto compromettenti in caso contrario. Le ricerche su Cosimo portano i fratelli Galiano a scoprire qualcosa di losco legato a una società creata poco tempo dopo il delitto dei genitori biologici di Vittoria. Massimo, avvicinando Vittoria nel giardino di Cosimo, le consegna una lettera nella quale dice di raccontare la verità. La donna, letta la lettera, tenta di tornare a Villa Isabella ma viene fermata da Cosimo che, entrato in camera sua, trova il manoscritto e capisce che la donna vuole allontanarsi da lui. Vittoria comprende così finalmente la vera natura dell'uomo. Rizzuto la ricatta: o parte per l'Africa insieme a lui o può dire addio per sempre a Nicola.
- Ascolti Italia: telespettatori 5.862.000 – share 23,70%[11]

## Ventitreesimo episodio
- Diretto da: Giorgio Molteni
- Scritto da: Paola Pascolini e Filippo Gentili

### Trama
Vittoria è sempre prigioniera di Cosimo, che le dà il permesso di fare dello shopping in giro per Capri purché accompagnata da Mimmo. In un momento di distrazione dell'uomo, la donna scappa per raggiungere Nicola e Massimo alla gara di matematica, tuttavia non riesce a parlare con quest'ultimo. La donna tenta comunque di mandare una lettera a Massimo provando a infilarla nella giacca di Nicola che, andato a trovarla fuori al cancello di casa di Cosimo, viene usato da intermediario. Massimo, però, non la trova. Umberto, per poter aprire prima di Cosimo la cassetta di sicurezza, deve concedere un appuntamento a una vecchia amica che lavora in banca; egli la incontra ma viene a sua insaputa seguito da Daiana che pensa la stia tradendo; quando la fidanzata gli chiederà chi fosse quella donna, Umberto le racconterà la verità dicendo che lo sta facendo per Vittoria. Reginella intanto viene insignita del premio eccellenza caprese. Per congratularsi con lei, si presenta a Villa Isabella Vittoria, sempre accompagnata da Mimmo, che approfitta per comunicare a tutti della sua partenza per l'Africa. Inoltre a Massimo dirà che va via perché innamorata di Cosimo.

## Ventiquattresimo episodio

### Trama
Per provare a ingraziarsi ai suoi occhi, Vittoria finge di sedurre Cosimo ma l'uomo capisce subito l’inganno e la allontana. Rossella, per riconquistare Said, comincia a studiare l'arma dei carabinieri. Sotto ricatto di Mimmo, Lucia è costretta a consegnargli una spilla d'oro che l'uomo crede essere quella della principessa Nike, ma in realtà è un falso procuratogli da un orafo. Massimo viene a scoprire dall'amica di Umberto che a Cosimo, nel 1980, gli è pervenuto un bonifico di una certa somma di denaro per avviare la società da parte di una società caprese, la “Pantea”. Per poter stare da soli, Daiana e Umberto partono per Vietri ma vengono interrotti da Totonno, il quale si sente male dopo aver mangiato delle ostriche comprate da Rosa al mercato. Cosimo dà il permesso a Vittoria di partecipare alla premiazione di Reginella, questa volta non facendola neanche accompagnare da Mimmo ma quando la ragazza cerca di avvicinare Massimo, l'uomo si palesa in municipio e annuncia a Galiano del suo imminente matrimonio con la donna in Africa. Vittoria lascia cadere una busta contenente la foto di sua madre. Massimo va a parlare con Carolina in carcere per chiedere se lei o il padre conoscano la società Pantea e la donna rivela che potrebbe essere qualcosa legata alla camorra, salvo poi lasciare Massimo sul vago quando lui le chiede se c'entrasse suo padre in questa storia. Reginella legge finalmente la lettera di Vittoria che era nella giacca di Nicola e sviene quando legge che lì sopra c'è scritto che Massimo ha ucciso Angela. A quel punto lui, chiestogli come abbia avuto i soldi per l’operazione del fratello, è costretto a vuotare il sacco: quei soldi provenivano dal premio vinto in una gara di nuoto, per il quale però ha messo fuori gioco il suo miglior amico. Dalla foto consegnatagli da Vittoria, inoltre, entrambi notano che Angela era già incinta perché il luogo alle loro spalle era quello in cui si era rifugiata insieme a Enzo.
- Ascolti Italia: telespettatori 5.813.000 – share 23,32%[12]

## Venticinquesimo episodio
- Diretto da: Giorgio Molteni
- Scritto da: Paola Pascolini e Aida Mangia

### Trama
Vittoria torna a Villa Isabella per recuperare il passaporto prima della partenza e consegna un mazzo di gladioli a Reginella, che, nel “codice” che la nonna stessa le aveva insegnato, indicano pericolo. Mimmo si ripresenta da Lucia, dicendole di essersi accorto che la spilla è falsa e chiedendole nuovamente soldi. Cosimo inoltre gli dà una pistola. Lucia parla del passato di Mimmo a Massimo, il quale è sempre più convinto che Vittoria si trovi in pericolo a casa di Cosimo. Ines torna a Capri chiamata da Umberto per divorziare e permettergli di sposare Daiana, ma la donna in cambio vuole un mantenimento di 10.000 euro al mese. Totonno accompagna Reginella a Napoli a ritirare il quadro di donna Isabella, finalmente pronto. Lucia racconta la verità sul suo passato a Falco: la madre era una prostituta e il patrigno Mimmo ha obbligato anche lei a prostituirsi. Cesare comunica a Greta di aver lasciato l’incarico al ministero per restare a Capri con lei e lui con stupore apprenderà che la ragazza ha intenzione di tornare in Danimarca, reagendo male alla notizia. Ines avvisa Daiana che l'ultima volta che è stata vista con Umberto la stava tradendo con Carolina, così la donna litiga con il Galiano. Rossella, con la scusa di dover andare alla supplica per le donne incinte, va a trovare Vittoria a casa di Cosimo e la porta al santuario; lì la donna le lancia alcuni messaggi cifrati, facendole capire che Nicola è in pericolo, motivo per cui Massimo vuole mandarlo al più presto a Roma dai nonni. Greta dice a Umberto che tornerà in Danimarca. Vittoria trova nell'ufficio di Cosimo una lettera d'addio firmata da Massimo e capisce che Mimmo, una volta partita, lo ucciderà per poi inscenare un suicidio; Cosimo sorprende la ragazza mentre legge la lettera e la fa imprigionare in una torre vicina, tentando anche di strangolarla.

## Ventiseiesimo episodio

### Trama
Umberto, avendo la chiave originale, mette in atto un piano per fingersi Rizzuto e va a Napoli con il fratello ad aprire la cassetta di sicurezza. A Rossella si rompono le acque improvvisamente e partorisce con l’aiuto di Reginella e Gennarino a casa; finalmente la donna può esultare: il bambino è di Said. Ines incontra nella boutique dell'ex New Capri – ormai divenuto New China – il nuovo proprietario cinese che si infatua della donna, la quale, capendo di stare con un uomo più ricco di Umberto, decide di lasciarlo perdere e con questo anche il mantenimento. Mimmo aveva inviato al padre di Falco un plico contenente tutta la verità sul passato di Lucia e lui, andando a parlare faccia a faccia con la ragazza, la esorta a lasciare il figlio per una questione d'immagine per l'azienda. Totonno dice a Rosa di non volersi più sposare e va da Reginella, portandole conforto. Arrivati a Napoli, Massimo e Umberto recuperano il contenuto della cassetta di sicurezza e ne scoprono il contenuto a Capri con Reginella: una pistola e una lettera, nella quale egli confessa di aver avuto il compito di uccidere Enzo e che per sbaglio colpì anche Angela, che fece da scudo umano; il mandante era Domenico Scapece, che organizzò il delitto per un regolamento di conti con la famiglia dello stesso Enzo. Cosimo, arrivato anche lui in banca, scopre che Umberto e Massimo l'hanno anticipato prendendo la cassetta, così, continuando a tenere in ostaggio Vittoria, dà appuntamento al solo Massimo per riportargli la cassetta, incontrandosi alla scogliera del Faro. Umberto non sta fermo e corre a chiedere aiuto. Quando Cosimo ha verificato il contenuto della cassetta, con la stessa pistola con cui aveva commesso due omicidi, tenta di sparare a Massimo ma Vittoria sfugge a Mimmo, complice di Cosimo, e gli fa da scudo (ripetendo quindi la stessa scena dell'omicidio dei genitori), fortunatamente senza gravi conseguenze per lei; poco dopo, sopraggiungono Umberto con i Carabinieri, che disarmano Mimmo e intimoriscono Cosimo, il quale pur di sfuggire all'arresto decide di farla finita gettandosi dalla scogliera. Donna Camilla, Falco e il padre lasciano Capri incontrandosi nello stesso aliscafo. Reginella riassume tutte le storie a lieto fine al quadro di donna Isabella, finalmente tornato al suo posto, e dice a Totonno di voler comunque procedere col divorzio, perché il loro amore è stato bello solo quando non erano sposati. L'episodio si chiude con Vittoria, Massimo e Umberto che strappano la confessione di Cosimo, buttandola dalla stessa scogliera dal quale si è gettato.
- Ascolti Italia: telespettatori 6.703.000 – share 25,92%[13]

## Cast
- Gabriella Pession
- Kaspar Capparoni
- Sergio Assisi
- Isa Danieli
- Carlo Croccolo
- Antonella Stefanucci
- Rosanna Banfi
- Nello Mascia
- Antonella Troise
- Lucio Caizzi
- Marina Kazankova
- Carmine Recano
- Toni Garrani
- Leandro Amato
- Riccardo Zinna
- Gianluca Salvo
- Maria Chiara Augenti
- Daniela Poggi
- Bianca Guaccero
- Luca Ward